# مدرسة شهداء السبعين
مدرسة شهداء السبعين هي مدرسة تقع في حي حدة من المشارف الجنوبية للعاصمة اليمنية صنعاء ، و تقع جنوب حديقة حدة مباشرة . مشهور بالمخيم الصيفي الذي يقيمه.